# Iodwasserstoff
Iodwasserstoff (Summenformel HI), auch als Wasserstoffiodid oder Hydrogeniodid bezeichnet, ist ein farbloses, stechend riechendes, ätzendes Gas, das sich sehr gut in Wasser unter Bildung der sehr starken Iodwasserstoffsäure löst. Die Bindungslänge zwischen dem Iod- und Wasserstoffatom beträgt 160,9 pm.

## Geschichte
Die Bildungs- und Zersetzungsreaktion:
{\displaystyle \mathrm {H_{2}+I_{2}\ \leftrightharpoons \ 2\,HI} }
wurde bereits 1894 von dem Physiko-Chemiker Max Bodenstein eingehend und mit hoher Genauigkeit untersucht. Sie war Ende des 19. Jahrhunderts ins Blickfeld der Forscher geraten, weil sie eine Beobachtung molekularer Gleichgewichtsreaktionen ermöglichte. Neben der Knallgasreaktion und Bildung von Schwefeltrioxid bildete die Iodwasserstoffreaktion eine experimentelle Grundlage zu einer Theorie der Kinetik der Gasreaktionen.

## Gewinnung und Darstellung
Industriell erfolgt die Herstellung durch katalytische Reaktion der gasförmigen Elemente über einen auf 500 °C erwärmten Platin-Schwamm als Katalysator:
{\displaystyle \mathrm {H_{2}+I_{2}\longrightarrow 2\ HI} }
Wasserstoff und Iod reagieren zu Iodwasserstoff.
Vereinzelt wird auch die Reaktion von Iod mit Hydrazin genutzt:
{\displaystyle \mathrm {N_{2}H_{4}+2\ I_{2}\longrightarrow 4\ HI+N_{2}} }
Hydrazin und Iod reagieren zu Iodwasserstoff und Stickstoff.
Darüber hinaus vermag Wasser aus Phosphortriiodid Iodwasserstoff freizusetzen:
{\displaystyle \mathrm {PI_{3}+3\ H_{2}O\longrightarrow H_{3}PO_{3}+3\ HI} }
Diese Reaktion ist jedoch ungeeignet, um wirklich trockenen Iodwasserstoff auszutreiben.
Als Laborsynthese für Iodwasserstoff bietet sich folgende Möglichkeit an:
{\displaystyle \mathrm {C_{10}H_{18}+3\ I_{2}\longrightarrow 6\ HI\uparrow +C_{10}H_{12}} }
Decalin und Iod reagieren zu Iodwasserstoff und Tetralin.
Des Weiteren bietet es sich im Labor an, Iodwasserstoff aus konzentrierter Iodwasserstoffsäure zum Beispiel mittels Zugabe von Phosphorpentoxid zu gewinnen, obwohl dies keine Darstellung im eigentlichen Sinne darstellt.
{\displaystyle \mathrm {HI(aq)+\ P_{2}O_{5}\longrightarrow \ HI(g)\uparrow +2\ H_{3}PO_{4}} }

## Eigenschaften
Iodwasserstoff ist mit einem pKS-Wert von −10 eine der stärksten bekannten Säuren. Unter Luftabschluss ist es beständig. An Luft tritt Oxidation zu Iod ein:
{\displaystyle \mathrm {4\,HI+O_{2}\longrightarrow 2\,H_{2}O+2\,I_{2}} }
Oxidationsmittel wie Brom und Chlor oxidieren Iodwasserstoff unter Bildung des entsprechenden Halogenwasserstoffes zum elementaren Iod. Beim Erhitzen spaltet sich Iodwasserstoff in die Elemente Wasserstoff und Iod auf (Rückreaktion der Bildungsreaktion).

## Verwendung
Iodwasserstoff findet Verwendung zur Herstellung von Iodiden, organischen Iodverbindungen und als Katalysator. In der Analytik durch chemischen Abbau spielte es als Reduktionsmittel eine nicht unwesentliche Rolle.

## Sicherheitshinweise
Aufgrund seiner Säureeigenschaft reizt Iodwasserstoff Augen und Atemwege, in hoher Konzentration ist es aufgrund der Abgabe von Iod-Ionen im Körper und der Ätzwirkung auf die Atemwege sogar giftig. Aufgrund seiner hohen Wasserlöslichkeit bildet es an Luft jedoch Nebel und schlägt sich nieder, zudem wird es durch den Luftsauerstoff langsam zersetzt. Vergiftungen mit dem Gas sind deshalb sehr selten. Die Gefährlichkeit entspricht daher etwa der der Iodwasserstoffsäure.